# Театар Колон
Театар Колон (шп. Teatro Colón) главна је оперска кућа у Буенос Ајресу у Аргентини. Национална географија је сматра једном од десет најбољих светских оперских кућа, а акустично је међу пет најбољих светских концертних места.
Садашњи театар заменио је оригинално позориште отворено 1857. Крајем века постало је јасно да је потребнo новo позориште. Садашње позориште отворено је 25. маја 1908. године, извођењем Вердијеве опере Аида.
Театар Колон посетили су најистакнутији певачи и оперске компаније тог доба, који су понекад одлазили у друге градове, укључујући Монтевидео, Рио де Жанеиро и Сао Пауло.
После овог периода великог међународног успеха, пад позоришта је постао јасан и направљени су планови за масовне обнове. Након започетих радова за обнављање знаменитости 2005. године, позориште је затворено од октобра 2006. до маја 2010. године. Поново је отворен 24. маја 2010. године, са програмом за сезону 2010.

## Историја
Театар Колон функционисао је у две зграде, прва која се налазила на Plaza de May до 1888. године, а друга испред Plaza Lavalle, којој је било потребно 20 година до њеног отварања 1908. године. На овом земљишту се раније налазила парк станица, прва железничка станица Аргентине, као главна западна железница Буенос Ајреса.
У театру Колон наступали су: Артуро Тосканини, Ана Павлова, Маја Плисецка, Марго Фонтејн, Михаил Баришњиков, Рихард Штраус, Игор Стравински, Камиј Сен-Санс, Мануел де Фаља, Херберт фон Карајан, Леонард Бернстајн, Зубин Мехта, Марија Калас, Пау Касалс, Рудолф Нурејев, Морис Бежар, Пласидо Доминго, Хосе Карерас, Лучиано Павароти, Викторија де лос Анхелес, Монсерат Kабаље и остали. У последњој деценији овде наступају и други популарни уметници као што је Крис Корнел.
Године 1946. перонизам је промовисао политику отворености према популарној музици и већу демократизацију јавности.
Године 2006. започети су потпуни рестаураторски радови који су паузирани све до 2010, када су поново започети 24. маја у знак сећања на двестогодишњицу Аргентине.

## Галерија
- Златна соба (Салон Дорадо).
- Концертна сала и сцена.
- Алегоријске фреске на плафону сликао Раул Солди.
- Балкони.
- Прослава поводом поновног отварања.
- Прослава поводом поновног отварања.